# Label Grand Site de France
Le label Grand Site de France est un label décerné depuis 2003 par le ministère de la Transition écologique et solidaire à des organismes publics chargés de la bonne conservation et de la mise en valeur des sites naturels déjà classés bénéficiant d'une grande notoriété et subissant une très forte fréquentation. 
Cette réglementation est intégrée dans le Code de l’environnement depuis la loi Grenelle 2 du 12 juillet 2010 portant engagement national pour l'environnement. 
Le label est attribué à l'organisme local chargé de la gestion et de la mise en valeur (conseil général, commune, syndicat de communes, établissement public, etc.) pour une durée de six ans renouvelable, et peut lui être retiré en cas de manquement à ses engagements. 
Le Réseau des Grands Sites de France est l'association loi de 1901 qui rassemble d'une part des collectivités locales gestionnaires des Grands Sites de France labellisés, qui seuls peuvent utiliser le logo officiel, d'autre part d'organismes gestionnaires en voie de labellisation.
Les marques Grand Site de France et Grand Site, ainsi que le logo Grand Site de France ont été déposés par le ministère chargé de l'Environnement auprès de l’Institut national de la propriété industrielle (INPI). Elles sont donc propriété de l’État français. 

## Politique nationale des Grands sites classés
La notion de « grand site » date de 1976 lorsque l’État entreprit une politique publique visant à réhabiliter les qualités remarquables et à améliorer l'accueil des visiteurs de certains des sites naturels classés les plus fréquentés et renommés.  
Cette politique, qui est aujourd'hui conduite par le Ministère de l'Environnement, de l'Énergie et de la Mer, est positionnée au sein du bureau des sites et des espaces protégés. Elle est définie dans la Circulaire ministérielle du 21 avril 2011 relative à la politique des grands sites et de son annexe intitulée Document de référence pour la politique des grands sites. 
L'un des moyens utilisés par le ministère pour accompagner cette politique est l'Opération grands sites (OGS). Il s'agit de restaurer ces espaces remarquables en concertation avec l'ensemble des partenaires. Cela permet également de doter un grand site d'un projet de gestion de développement durable en offrant un accueil satisfaisant aux visiteurs, une protection durable du paysage et la génération de retombées économiques dans le respect des habitants et de la société civile. Le Réseau des grands sites de France rassemble des sites engagés dans une « opération grands sites » ou une démarche similaire visant les mêmes objectifs.

## Obtention du label
Le code de l'environnement (Art. L. 341-15-1), établit les critères d'obtention du label.
Le site doit d'abord être déjà un des sites naturels classés (loi de 1930 relative aux monuments naturels et aux sites), bénéficier d'une grande notoriété et subir une très forte fréquentation.
Il doit être en bon état, réhabilité en cas de besoin et administré dans le respect de l'identité du site et de « l'esprit des lieux ». Le gestionnaire du site, qui peut être le Conseil général, une commune, un syndicat de commune, un établissement public ou une société d'économie mixte, doit concilier l'accueil d'un large public, la protection du paysage et de la biodiversité, et assurer des retombées économiques et sociales pour la région où il est situé.
Un projet de préservation, de gestion et de mise en valeur du site pour l'avenir doit être mis en place. Il est élaboré en concertation avec les acteurs du site et coordonné par l'organisme de gestion, attributaire au label.
Le label Grand Site de France est attribué au terme d'un processus incluant plusieurs étapes. Tout d'abord, le président de l'organisme gestionnaire fait la demande officielle au ministre de l’Écologie, via le préfet de région. Ensuite, le dossier de candidature au label passera pour avis en commission départementale de la Nature, des Paysages et des Sites (CDNPS) puis en Commission départementale des sites, perspectives et paysages (CSSPP). C'est à cette étape que le Réseau des Grands Sites de France adresse son avis. Enfin, le label est attribué à l'organisme de gestion qui en fait la demande par décision ministérielle. Celle-ci est signée par le ministre chargé des sites et publiée au bulletin officiel de l'environnement.

## Liste des sites naturels classés qui suivent un programme labellisé Grand site de France
En 2024, 22 sites naturels classés ont un organisme gestionnaire qui a été labellisé Grand site de France  :
| Ref # | Site                                                         | Région                                 | Coordonnées                 | Image | Année | Ref.   |
| ----- | ------------------------------------------------------------ | -------------------------------------- | --------------------------- | ----- | ----- | ------ |
| 01    | Aven d'Orgnac                                                | Auvergne-Rhône-Alpes                   | 44° 18′ 47″ N, 4° 25′ 21″ E |       | 2004  | [ 4 ]  |
| 02    | Concors - Sainte-Victoire                                    | Provence-Alpes-Côte d'Azur             | 43° 32′ 21″ N, 5° 38′ 43″ E |       | 2004  | [ 5 ]  |
| 03    | Pointe du Raz en Cap Sizun                                   | Bretagne                               | 48° 02′ 25″ N, 4° 44′ 28″ O |       | 2004  | [ 6 ]  |
| 04    | Bibracte - Mont Beuvray                                      | Bourgogne-Franche-Comté                | 46° 55′ 28″ N, 4° 02′ 06″ E |       | 2007  | [ 7 ]  |
| 05    | Chaîne des Puys - Puy de Dôme                                | Auvergne-Rhône-Alpes                   | 45° 46′ 20″ N, 2° 57′ 57″ E |       | 2008  | [ 8 ]  |
| 06    | Marais poitevin                                              | Pays de la Loire et Nouvelle-Aquitaine | 46° 19′ 19″ N, 0° 35′ 08″ O |       | 2010  | [ 9 ]  |
| 07    | Gorges de l'Hérault                                          | Occitanie                              | 43° 44′ 05″ N, 3° 33′ 02″ E |       | 2010  | [ 10 ] |
| 08    | Les Deux-Caps Blanc-Nez, Gris-Nez                            | Hauts-de-France                        | 50° 52′ 09″ N, 1° 35′ 12″ E |       | 2011  | [ 11 ] |
| 09    | Baie de Somme                                                | Hauts-de-France                        | 50° 12′ 40″ N, 1° 36′ 19″ E |       | 2011  | [ 12 ] |
| 10    | Massif du Canigou                                            | Occitanie                              | 42° 31′ 08″ N, 2° 27′ 24″ E |       | 2012  | [ 13 ] |
| 11    | Puy Mary - Volcan du Cantal                                  | Auvergne-Rhône-Alpes                   | 45° 06′ 51″ N, 2° 40′ 18″ E |       | 2012  | [ 14 ] |
| 12    | Solutré, Pouilly, Vergisson                                  | Bourgogne-Franche-Comté                | 46° 17′ 55″ N, 4° 43′ 06″ E |       | 2013  | [ 15 ] |
| 13    | Camargue gardoise                                            | Occitanie                              | 43° 33′ 03″ N, 4° 16′ 17″ E |       | 2014  | [ 16 ] |
| 14    | Cirque de Navacelles                                         | Occitanie                              | 43° 53′ 35″ N, 3° 30′ 36″ E |       | 2017  | [ 17 ] |
| 15    | Îles Sanguinaires - Pointe de la Parata                      | Corse                                  | 41° 53′ 00″ N, 8° 36′ 00″ E |       | 2017  | [ 18 ] |
| 16    | Conca d'Oru, vignoble de Patrimonio - golfe de Saint-Florent | Corse                                  | 42° 40′ 37″ N, 9° 20′ 09″ E |       | 2017  | [ 19 ] |
| 17    | Dunes sauvages de Gâvres à Quiberon                          | Bretagne                               | 47° 38′ 06″ N, 3° 12′ 09″ O |       | 2018  | [ 20 ] |
| 18    | Cap d'Erquy - Cap Fréhel                                     | Bretagne                               | 48° 40′ 00″ N, 2° 19′ 00″ O |       | 2019  | [ 21 ] |
| 19    | Vallée de la Vézère                                          | Nouvelle Aquitaine                     | 45° 09′ 30″ N, 1° 31′ 55″ O |       | 2020  | [ 22 ] |
| 20    | Estuaire de la Charente - Arsenal de Rochefort               | Nouvelle Aquitaine                     | 45° 56′ 06″ N, 0° 57′ 29″ O |       | 2020  | [ 23 ] |
| 21    | Gorges du Tarn, de la Jonte et causses                       | Occitanie                              | 44° 20′ 24″ N, 3° 27′ 58″ E |       | 2024  | [ 24 ] |
| 22    | Salagou - Cirque de Mourèze                                  | Occitanie                              | 43° 38′ 30″ N, 3° 21′ 38″ E |       | 2024  | [ 25 ] |

## Sites candidats
Plusieurs dossiers de candidature ont été déposés :
| Site candidat                                   | Département                                             | Région                               | Gestionnaire                                                                                        | Ref.   |
| ----------------------------------------------- | ------------------------------------------------------- | ------------------------------------ | --------------------------------------------------------------------------------------------------- | ------ |
| Bonifacio                                       | Corse-du-Sud                                            | Corse                                | Commune de Bonifacio                                                                                | [ 27 ] |
| Canal du Midi - Béziers                         | Hérault                                                 | Occitanie                            | Association de préfiguration du Grand Site Canal du Midi - Béziers                                  | [ 28 ] |
| Chambord                                        | Loir-et-Cher                                            | Centre-Val de Loire                  | Communauté de communes du Grand Chambord                                                            | [ 29 ] |
| Cirques et Vallées de Gavarnie Gèdre            | Hautes-Pyrénées                                         | Occitanie                            | Communauté de communes Pyrénées Vallées des Gaves Commune de Gavarnie-Gèdre                         | [ 30 ] |
| Cité de Carcassonne                             | Aude                                                    | Occitanie                            | Syndicat Mixte du Grand Site de la Cité de Carcassonne                                              | [ 31 ] |
| Cité de Minerve, gorges de la Cesse et du Brian | Hérault                                                 | Occitanie                            | Syndicat mixte du Pays Haut Languedoc et Vignobles                                                  | [ 32 ] |
| Conques Vallées Lot et Dourdou                  | Aveyron                                                 | Occitanie                            | Syndicat Mixte Grand Site Conques Vallées Lot et Dourdou                                            | [ 33 ] |
| Des Salines à la Baie des Anglais               | Martinique                                              | Martinique                           | Parc naturel régional de la Martinique par délégation de la Collectivité territoriale de Martinique | [ 34 ] |
| Dune du Pilat                                   | Gironde                                                 | Nouvelle-Aquitaine                   | Syndicat Mixte de la Grande Dune du Pilat                                                           | [ 35 ] |
| Dunes de Flandres                               | Nord                                                    | Hauts-de-France                      | Communauté urbaine de Dunkerque                                                                     | [ 36 ] |
| Falaise d'Étretat, Côte d'Albâtre               | Seine-Maritime                                          | Normandie                            | Département de la Seine-Maritime                                                                    | [ 37 ] |
| Gerbier - Mézenc                                | Ardèche et Haute-Loire                                  | Auvergne-Rhône-Alpes                 | Département de l’Ardèche et Département de la Haute-Loire                                           | [ 38 ] |
| Gorges de l'Ardèche                             | Ardèche et Gard                                         | Auvergne-Rhône-Alpes et Occitanie    | Syndicat mixte de Gestion des Gorges de l’Ardèche                                                   | [ 39 ] |
| Gorges du Gardon                                | Gard                                                    | Occitanie                            | Syndicat mixte des Gorges du Gardon                                                                 | [ 40 ] |
| Gorges du Verdon                                | Alpes-de-Haute-Provence et Var                          | Provence-Alpes-Côte d'Azur           | Parc naturel régional du Verdon                                                                     | [ 41 ] |
| Havre du Payré                                  | Vendée                                                  | Pays de la Loire                     | Département de la Vendée                                                                            | [ 42 ] |
| La Fontaine de Vaucluse                         | Vaucluse                                                | Provence-Alpes-Côte d'Azur           | Communauté de communes Pays des Sorgues Monts de Vaucluse                                           | [ 43 ] |
| La Hague                                        | Manche                                                  | Normandie                            | Commune de La Hague                                                                                 | [ 44 ] |
| Marais de Brouage                               | Charente-Maritime                                       | Nouvelle-Aquitaine                   | Communauté d'agglomération Rochefort Océan Communauté de communes du Bassin de Marennes             | [ 45 ] |
| Massif de l'Esterel                             | Var                                                     | Provence-Alpes-Côte d'Azur           | Syndicat Intercommunal pour la Protection du Massif de l'Estérel                                    | [ 46 ] |
| Massif du Ballon d'Alsace                       | Haut-Rhin, Haute-Saône, Vosges et Territoire de Belfort | Grand Est et Bourgogne-Franche-Comté | Parc naturel régional des Ballons des Vosges                                                        | [ 47 ] |
| Montségur                                       | Ariège                                                  | Occitanie                            | Communauté de communes du Pays d'Olmes                                                              | [ 48 ] |
| Ocres du Lubéron                                | Vaucluse                                                | Provence-Alpes-Côte d'Azur           | Communauté de communes Pays d'Apt-Luberon                                                           | [ 49 ] |
| Presqu'île de Crozon                            | Finistère                                               | Bretagne                             | Communauté de communes Presqu’île de Crozon - Aulne Maritime                                        | [ 50 ] |
| Presqu’île de Giens et Salins d'Hyères          | Var                                                     | Provence-Alpes-Côte d'Azur           | Métropole Toulon Provence Méditerranée                                                              | [ 51 ] |
| Rocamadour                                      | Lot                                                     | Occitanie                            | Syndicat Mixte du Grand Site de Rocamadour                                                          | [ 52 ] |
| Sixt-Fer-à-Cheval                               | Haute-Savoie                                            | Auvergne-Rhône-Alpes                 | Syndicat Mixte du Grand Site de Sixt-Fer-à-Cheval                                                   | [ 53 ] |
| Vallée du Hérisson - Plateau des 7 lacs         | Jura                                                    | Bourgogne-Franche-Comté              | Terre d'Émeraude Communauté                                                                         | [ 54 ] |
| Vézelay                                         | Yonne                                                   | Bourgogne-Franche-Comté              | Département de l'Yonne                                                                              | [ 55 ] |
| Vignobles et Reculées du Jura                   | Jura                                                    | Bourgogne-Franche-Comté              | Communauté de communes Bresse Haute Seille                                                          | [ 56 ] |